# 코브렐로아

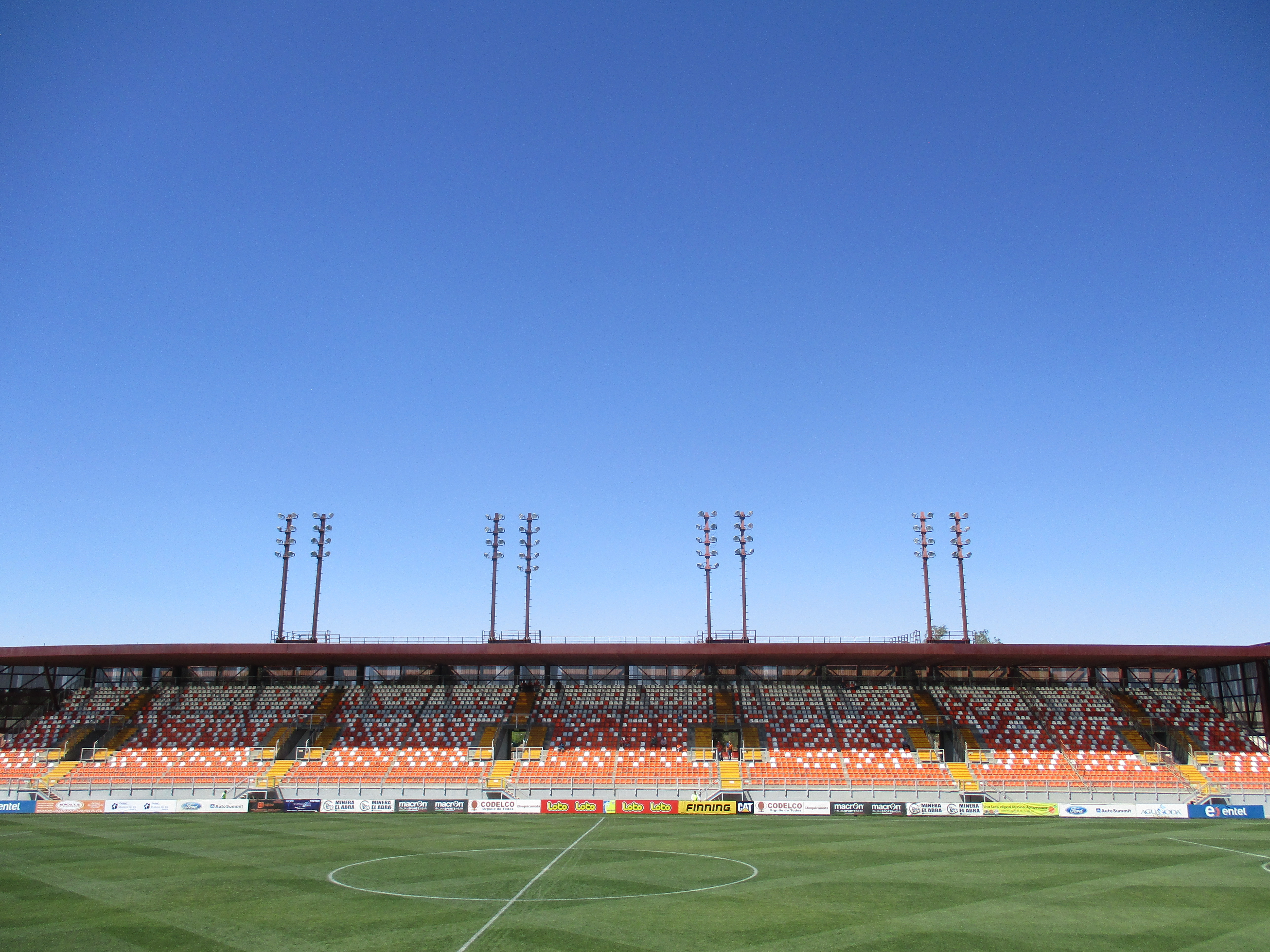

코브렐로아(Cobreloa)는 칠레에 있는 아타카마 사막의 광산 도시 칼라마를 연고로 하는 축구팀이다. 이 팀은 1977년 1월 7일에 창단되었다. 주요 라이벌 팀은 콜로-콜로, 오이긴스, 데포르테스 안토파가스타, 코브레살이다.

## 우승 경력

### 국내 대회
- 프리메라 디비시온: 8회

1980, 1982, 1985, 1988, 1992, 2003-A, 2003-C, 2004-C
- 코파 칠레: 1회

1986

### 국제 대회
- 코파 리베르타도레스 데 아메리카: 0회

준우승 (2회): 1981, 1982

## 선수 명단

### 현역
참고: FIFA 자격 규정에 따라 소속된 국가대표팀 국기를 표시합니다. 선수는 복수의 FIFA 비회원국 국적을 가지고 있을 수 있습니다.
| 번호 | 포지션 | 국적 | 이름            |
| ---- | ------ | ---- | --------------- |
| 5    | DF     |      | 로돌포 곤살레스 |
| 7    | FW     |      | 구스타보 고티   |

| 번호 | 포지션 | 국적 | 이름              |
| ---- | ------ | ---- | ----------------- |
| 33   | DF     |      | 아구스틴 헤레디아 |

## 역대 감독
| 감독            | 임기        |
| --------------- | ----------- |
| 비센테 칸타토레 | 1980 ~ 1984 |